# アイヴァー・オールチャーチ
アイヴァー・オールチャーチ MBE（Ivor Allchurch MBE, 1929年10月16日 - 1997年7月10日）は、ウェールズの元サッカー選手。ポジションはインサイドフォワード（現在の攻撃的MF）。

## 経歴
オールチャーチは1947年に地元のスウォンジー・シティで選手経歴を開始した。1958年に￡ 28000の移籍金でイングランドのニューカッスル・ユナイテッドへ移籍するとサポーターの人気を集めた。その後、1962年に
カーディフ・シティFCへ移籍し、1965年に35歳で古巣のスウォンジー・シティへ復帰。1968年に現役を引退した。オールチャーチはプロリーグ通算で691試合に出場し249得点を記録した。
ウェールズ代表としては、1950年に代表デビューを飾り、1958年のFIFAワールドカップ・スウェーデン大会では実弟のレン・オールチャーチと共に代表に選出された。この大会では1次リーグのメキシコ戦とハンガリー戦でそれぞれ1得点の合計2得点を決める活躍で同国の準々決勝進出に貢献した。
オルチャーチは1966年に代表から退くまで国際Aマッチ66試合に出場し23得点を記録した。キャップ数は1986年にジョーイ・ジョーンズに、得点数はイアン・ラッシュによって塗り替えられるまでウェールズ歴代最多記録であった。
1997年7月10日にスウォンジーの自宅で死去、67歳没。

## 受賞歴
- 大英帝国勲章 （1966年）